# Boilerplate

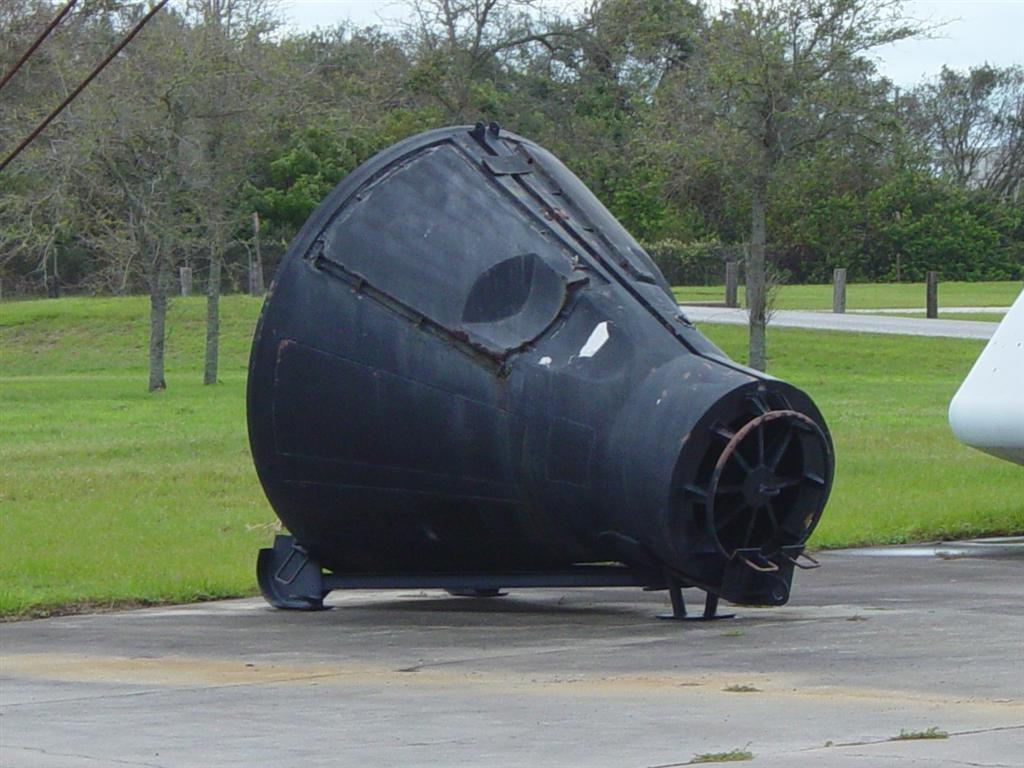
Versione boilerplate della navicella Gemini in mostra all'Air Force Space and Missile Museum, Cape Canaveral, Florida (15 ottobre 2004)

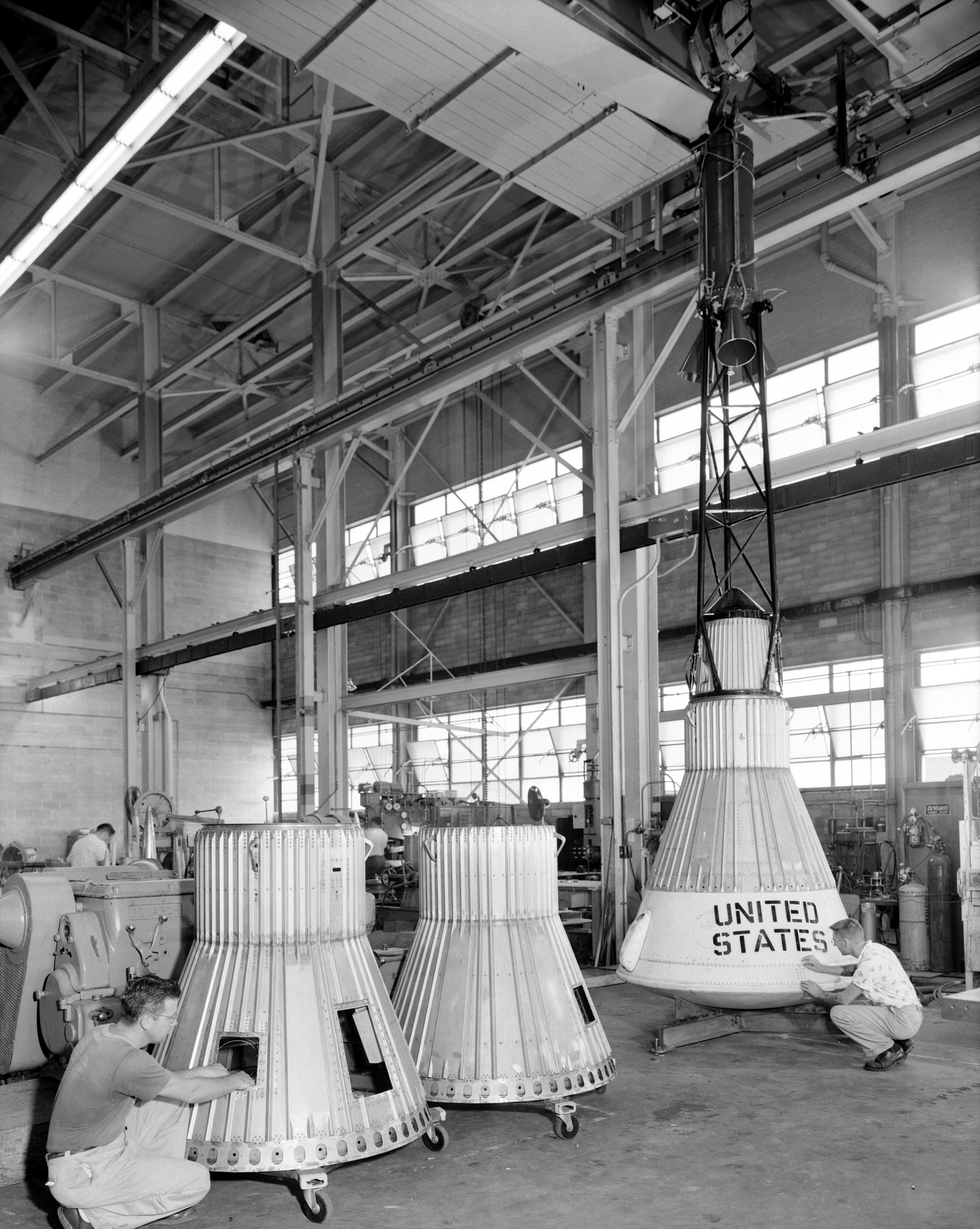
Modelli boilerplate delle navicelle Mercury mentre vengono fabbricate "in casa" dai tecnici del Langley Research Center

In astronautica, si usa il termine boilerplate per indicare un veicolo o carico non funzionale che viene utilizzato per mettere alla prova varie configurazioni dei veicoli di lancio.

## Utilizzo
È molto più economico costruire tanti modelli boilerplate a grandezza naturale rispetto a sviluppare l'intero sistema (progetto, collaudo, e lancio). In questo modo, i veicoli boilerplate permettono il collaudo di componenti e di vari aspetti dei progetti aerospaziali all'avanguardia prima che venga confermato il progetto definitivo. Questi test possono essere usati per elaborare procedure per l'aggancio di una navicella al suo lanciatore, accesso e uscita di emergenza, per attività di manutenzione e per svariati altri aspetti.
In caso di fallimento dei test l'eventuale distruzione di un modello boilerplate comporta costi e rallentamenti nella prosecuzione della campagna di test nettamente inferiori rispetto al perdere un prototipo sviluppato.
I veicoli boilerplate sono usati comunemente per collaudare veicoli spaziali con equipaggio; ad esempio, all'inizio degli anni 60, la NASA effettuò molti test con modelli boilerplate dell'Apollo sopra a razzi Saturn I e con modelli delle navicelle Mercury sopra a razzi Atlas (per esempio Big Joe 1). Lo sviluppo del programma Constellation della NASA ha usato boilerplate della navicella Orion sopra a un razzo Ares I nei primi test. Il 6 febbraio 2018, Elon Musk, fondatore di SpaceX, ha usato la sua Tesla Roadster come carico boilerplate nel volo inaugurale del Falcon Heavy.

## Etimologia
Il termine boilerplate è nato dall'uso di lamiere di metallo usato nelle caldaie per la costruzione di articoli di prova / modelli. Storicamente, durante lo sviluppo della serie di 7 veicoli di lancio di Little Joe, esisteva effettivamente solo una vera e propria capsula boilerplate e fu chiamata così poiché la sua sezione conica era realizzata in acciaio e  prodotta presso il cantiere navale di Norfolk. Questa capsula è stata utilizzata in un test di interruzione in spiaggia e successivamente utilizzata nel volo LJ1A. Tuttavia, il termine è stato usato successivamente per tutte le capsule prototipo, anche quelle sviluppate ad un livello tale di dettaglio da essere paragonabili alle capsule spaziali finali; questo uso del termine era tecnicamente scorretto, poiché detti modelli  di capsule non erano fatti di lamiere, ma il termine boilerplate veniva ormai usato in modo generalizzato.

## Boilerplate Mercury
I boilerplate realizzati per il Programma Mercury sono stati fabbricati "in casa" dai tecnici della stessa Langley Research Center della  NASA prima che la McDonnell Aircraft Corporation costruisse la navicella spaziale Mercury. Le capsule boilerplate sono state progettate e utilizzate per testare i sistemi di recupero dei veicoli spaziali e delle torri e motori di fuga. Test formali sono stati condotti presso il Langley Research Center] e la base di lancio sull'Isola di Wallops usando i missili Little Joe.

Il progetto Mercury ha visto l'utilizzo di boileplate in svariati test:
- 1959, 22 luglio - Il primo aborto di lancio su piattaforma avvenuto con successo con una torre di fuga funzionale collegata ad un boilerplate Mercury.
- 1959, 28 luglio - Lancio di un boilerplate Mercury con strumentazione per misurare i livelli di pressione sonora e le vibrazioni causate dal razzo di prova Little Joe e dalla  torre di fuga.
- 9 settembre 1959 - Un boilerplate Mercury su Big Joe Atlas (BJ-1) fu lanciato con successo e volò da Cape Canaveral. Questo volo di prova doveva determinare le prestazioni dello scudo termico e il trasferimento di calore dallo scudo termico ablativo al boilerplate Mercury, osservare la dinamica di volo dello stesso boilerplate durante il rientro nell'Atlantico meridionale, eseguire e valutare le procedure del sistema di galleggiamento e recupero delle capsule e valutare l'intera gamma di caratteristiche di capsula, missile e controlli di sistema.[4]
- 9 maggio 1960 - Successo del test di aborto in spiaggia con un razzo Little Joe.
- 25 febbraio 1961 - Test di caduta riuscito della navicella spaziale Mercury con piastra antiurto, cinghie e cavi e scudo termico.[7]
- 24 marzo 1961 - Lancio con successo su un Mercury-Redstone BD (MR-3) lanciato con un apogeo di 181 km (112 mi); primo volo senza equipaggio suborbitale.[7]

## Boilerplate Gemini
Sono stati realizzati sette boilerplate per il Progetto Gemini: BP-1, 2, 3, 3A, 4, 5, e 201.

Dei sette boilerplate il 3A è stato l'unico impiegato nei test di apertura del portello e successivamente ricostruito come un veicolo qualificato per il volo, privo solo di uno scudo termico e di sedili di espulsione. Questo modello è stato ripetutamente sottoposto condizioni di vuoto e termiche estremi a seguito dei quali si è deciso di modificare il sistema di raffreddamento della capsula Gemini.

## Boilerplates Apollo
Vista la complessità del Programma Apollo la NASA ha creato diversi boilerplate per analizzare il comportamento della capsula e dei razzi nelle varie fasi:
| Nome                   | Descrizione |
| ---------------------- | --- |
| BP-1                   | Test di impatto con l'acqua |
| BP-2                   | Test di galleggiamento |
| BP-3                   | Test del paracadute |
| BP-6 / BP-6B / BP-PA-1 | Successivi test di apertura del paracadute, aborto della missione dalla rampa di lancio e dimostrazione delle performance del Launch Escape System (LES) |
| BP-9                   | Test di volo con la missione AS-105 (SA-10) e test della dinamica da impatto con Micro Meteoriti                                                         |
| BP-12                  | Test di volo con la missione A-001 (SA-10) per testare le performance del LES nella fase di lancio transonica                                            |
| BP-13                  | Test di volo AS-101 (SA-6) |
| BP-14                  | Test del sistema di controlli ambientali comprensivo di modulo di comando, modulo di servizio, LES e adattatori per il Saturn                            |
| BP-15                  | Test di volo AS-102 (SA-7) fu il primo dotato di un computer di volo programmabile                                                                       |
| BP-16                  | Test di volo AS-103 (SA-9) |
| BP-19A                 | Test dell'antenna VHF e test di caduta con paracadute |
| BP-22                  | Test di volo A-003 durante il quale si è verificato un reale malfunzionamento che ha fatto intervenire il LES                                            |
| BP-23                  | Test del LES in condizioni di alta pressione dinamica |
| BP-23A                 | Test del LES dotato di Canard, BPC |
| BP-25                  | Test di recupero in acqua del Modulo di Comando |
| BP-26                  | Test di volo AS-104 (SA-8) |
| BP-27                  | Moduli di comando e servizio, LES con test della massa e motori in sospensione cardanica                                                                 |
| BP-28                  | Test di impatto |
| BP-29                  | Test di caduta |
| BP-30                  | Test di rotazione dei bracci della torre di lancio |

## Space Shuttle OV-101 in configurazione boilerplate

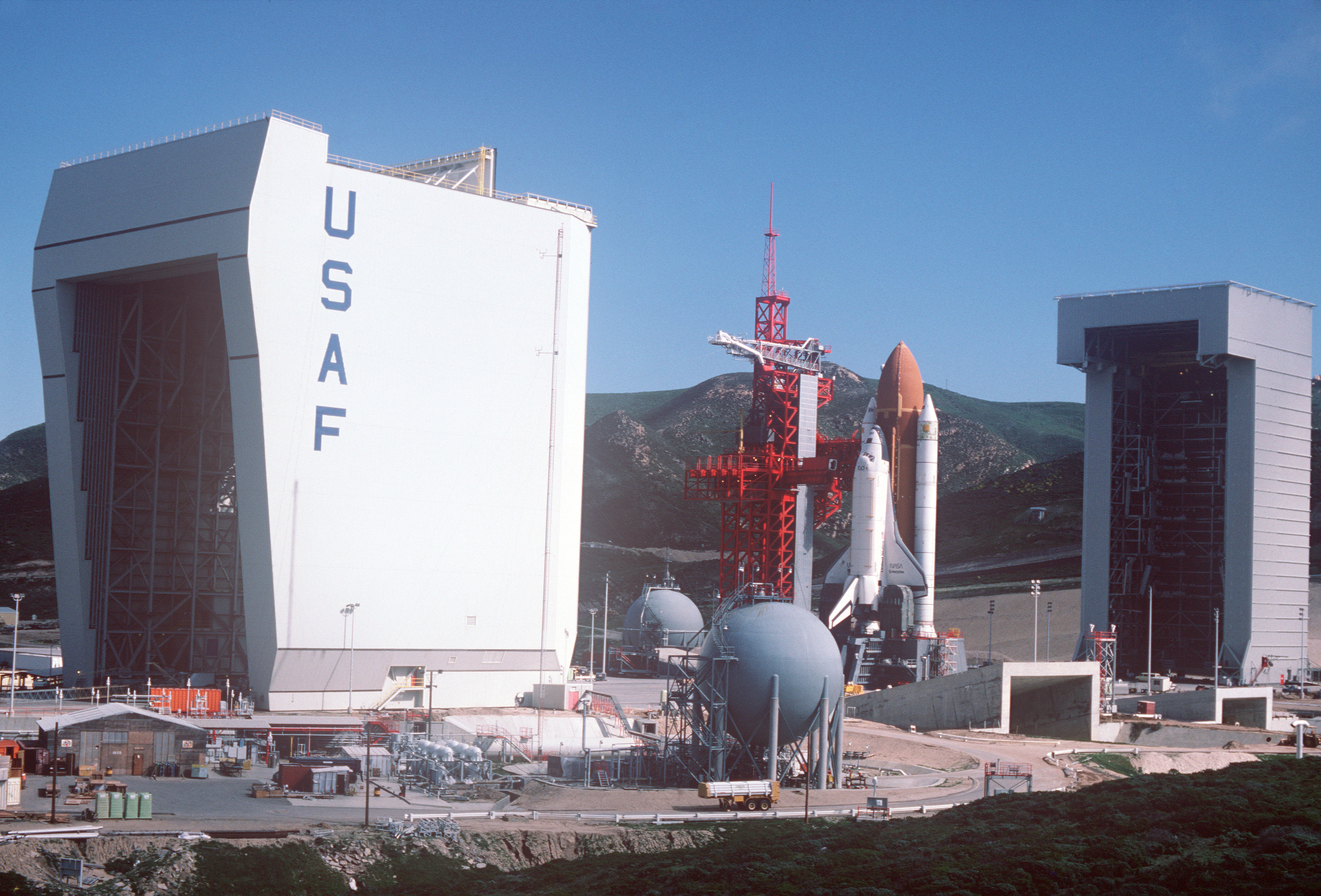
L'Enterprise sul SLC-6 presso il Vandenberg Air Force Base

Dapprima nel marzo 1978 presso il Marshall Space Flight Center e poi ancora nel giugno 1979, lo Space Shuttle Enterprise fu montato insieme al serbatoio esterno e due motori booster in una configurazione da banco di prova o boilerplate. Il programma di test di missione preliminare STS-1 consisteva in test di vibrazione in modalità orizzontale presso il Marshall Center, quindi in una configurazione di lancio verticale sulla piattaforma di lancio 39A presso Kennedy Space Center, Florida. Nel 1985, la configurazione boilerplat è stata utilizzata per testare le strutture dell'aeronautica militare, presso la base aeronautica di Vandenberg, per lo space shuttle , incluso un accoppiamento completo sulla piattaforma di lancio SLC-6.

## Boilerplate dell'Orion

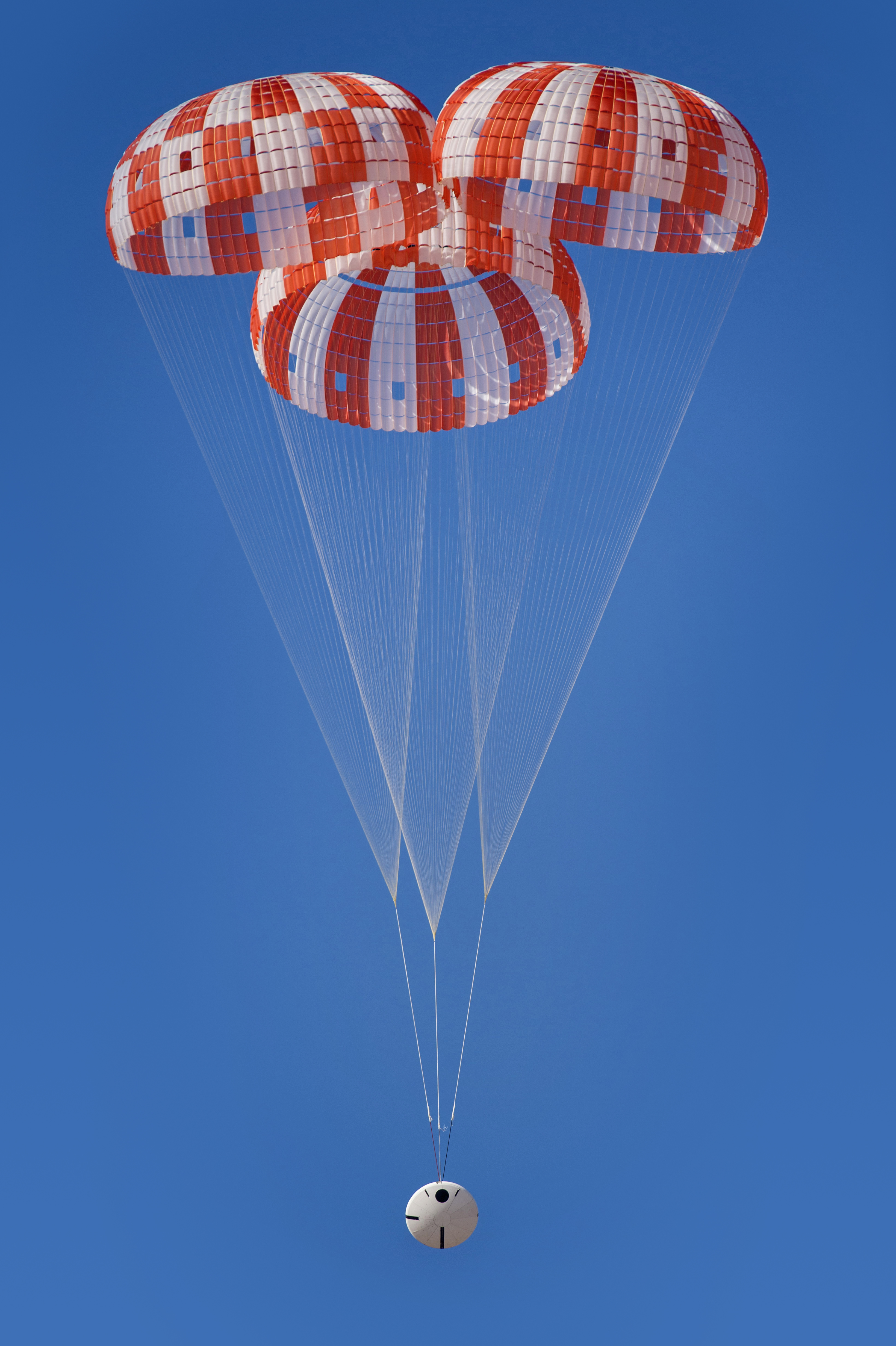
Test di una capsula Orion

### Sviluppo
Il primo boilerplate Orion è stato un prototipo di base per testare le sequenze di assemblaggio e le procedure di lancio presso il Langley Research Center della NASA. In questo primo boilerplate l'integrazione dell'avionica è avvenuta, presso Dryden Flight Research Center di Edwards, in California, per mano della Lockheed, aggiudicataria dell'appalto per la costruzione dell'Orion; la strumentazione di volo è stata invece integrata direttamente dalla NASA prima della spedizione alla base missilistica di White Sands nel Nuovo Messico per il primo test di interruzione in piattaforma del lancio Orion (PA-1) nel 2009.

Il 20 novembre 2008 ha avuto luogo una prova completa dei razzi di aborto nello Utah. PA-1 è il primo dei sei test nel sottoprogetto Orion Abort Flight Test.
Altri boilerplate saranno utilizzati per testare condizioni di vibrazione termica, elettromagnetica, audio, meccanica. Questi test per la navicella spaziale Orion verranno eseguiti alla Plum Brook Station nel Glenn Research Center, con sede in Ohio.
 Il primo boilerplate Orions avrebbe dovuto essere lanciato e testato nel 2008.

### Pathfinder
Il 2 marzo 2009, il LAS Pathfinder ha iniziato il suo trasferimento dal Langley Research Center alla White Sands Missile Range, per i primi test di lancio del PA-1. Pathfinder è la combinazione del boilerplate Orion e del modulo LAS.

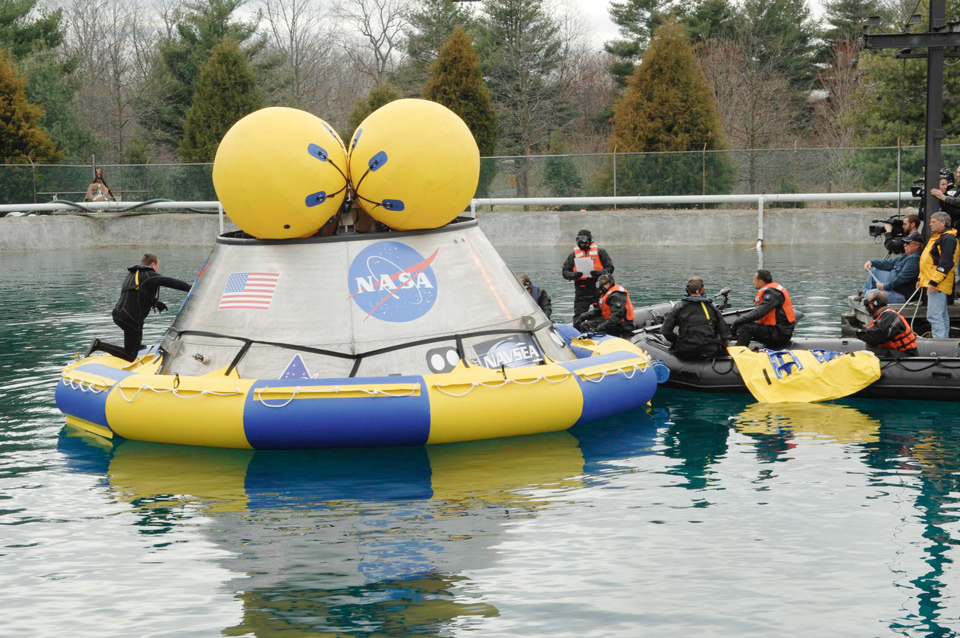
Prova di galleggiamento

### Post-landing Orion Recovery Test (PORT)
Il 23 marzo 2009, un boilerplate Orion costruito dalla Marina militare americana iniziò i test PORT, nelle strutture di prova della Marina e poi i test in mare vicino al Kennedy Space Center, per verificare il galleggiamento e la stabilità della capsula in acqua.